# Девин Букер
Девин Армани Букер (енгл. Devin Armani Booker; Гранд Рапидс, Мичиген, 30. октобар 1996) амерички је кошаркаш. Игра на позицији бека, а тренутно наступа за Финикс сансе.

## Успеси

### Репрезентативни
- Олимпијске игре:  2020, 2024.

### Појединачни
- НБА ол-стар меч (4): 2020, 2021, 2022, 2024.
- Победник НБА такмичења у брзом шутирању тројки (1): 2018.
- Идеални тим НБА — прва постава (1): 2021/22.
- Идеални тим НБА — трећа постава (1): 2023/24.
- Идеални тим новајлија НБА — прва постава: 2015/16.